# 罗曼·贾基夫
罗曼·弗拉迪米尔·贾基夫（英語：Roman Wladimir Jackiw，/roʊˈmæn dʒæˈkiːv/，羅馬化：Roman Volodymyr Yatskiv，1939年11月8日—2023年6月14日），美国理论物理学家，狄拉克奖章得主。出生于波兰卢布利涅茨的一个乌克兰家庭，之后搬家到奥地利和德国。贾基夫10岁时，全家移民到了美国纽约市。

## 生平
贾基夫在斯沃思莫尔学院获得了学士学位。1966年，他在康奈尔大学获得了博士学位，导师是汉斯·贝特和肯尼斯·威尔森。1969年起，他在麻省理工学院理论物理中心担任教授直到退休。2013年，他成为了荣誉退休教授。

## 研究生涯
贾基夫因发现轴向微扰反常现象而知名，也称作阿德勒–贝尔–贾基夫异常、手性异常。1969年，罗曼·贾基夫和约翰·斯图尔特·贝尔发表了他们对（观察到的）中性π介子衰变成两个光子的解释，后来由斯蒂芬·阿德勒扩充和阐明。经典电动力学的对称性禁止这种衰变的发生，但贝尔和贾基夫证明，在量子水平上对称性不能保持。
他们从量子场论 中引入了“异常”一词，这要求基本费米子的总荷数为0。这项工作对夸克的色理论提供了重要支持。贾基夫亦因提出贾基夫–泰特尔鲍姆引力而知名。

## 个人生活
贾基夫的妻子是美籍韩裔物理学家皮瑞英，儿子斯蒂凡·贾基夫是美国小提琴家。另一个儿子尼古拉斯·贾基夫是软件设计师，因发明几何画板而知名。 他的女儿Simone Ahlborn是罗得岛州普罗维登斯摩西·布朗学校的一名教育工作者。

## 奖项
- 丹尼·海涅曼数学物理奖（1995年）
- 瑞典乌普萨拉大学科学与技术学院荣誉博士学位（2000年5月26日） [4]